# Базел
Базел (фр. Bâle, итал. Basilea) је град у Швајцарској, трећи по величини (после Цириха и Женеве). Базел је и главни град и највеће од три насеља истоименог Кантона Базел-град.
Базел је посебан због свог положаја на тромеђи Швајцарске са Немачком и Француском, па се градска зона простире кроз три државе. Град је познат и као једина значајна лука у оквиру државе.

## Географија
Базел се налази на крајњем северу Швајцарске и град својим управним границама дотиче државне границе са Немачком и Француском. Од престонице Берна град је удаљен 100 км северно, а близу Базела су и Милуз у Француској (35 км) и Фрајбург у Немачкој (70 км).
Рељеф: Базел се развио на месту где река Рајна прави нагли заокрет из правца запад-исток у правац југ-север, стварајући тако услове за развој значајније луке. Градско подручје је равничарско, али се већ на десетак километара јужно уздиже планински масив Јуре. Базел са својим 260 m надморске висине је такође најнижа тачка целе Швајцарске.
Клима: Клима области Базела је умерено континентална.
Воде: Базел се налази на великој европској реци Рајни, најпрометнијој на Континенту. Рајна овде прави нагли заокрет из правца запад-исток у правац југ-север, стварајући тако услове за развој значајније луке. Због тога је Базел једина значајна лука у држави. Град се налази на обе обале ове значајне европске реке, па се састоји од малог Базела на десној обали реке Рајне и великог Базела на левој обали.

## Привреда
Базел је центар хемијске и фармацеутске индустрије. Велика предузећа као Новартис (Novartis) и Хофман-ЛаРош (Hoffmann-LaRoche) имају своја седишта у Базелу. Поред тога Базел је главни железнички чвор са једним од највећих теретних железничких колодвора у Европи. Са својом бродском луком (једином у Швајцарској) Базел је путем реке Рајне повезан са Северним морем. Аеродром Базел се налази на територији Француске и повезан је екстериторијалним путем. Кроз аеродром пролази француско-швајцарска царинска зона.

## Историја
Прва насеља на месту Базела везују се за доба праисторије и келтска племена. Почетком нове ере ово подручје су запосели се Римљани и основали насеље Августу Раурику.
Почетком средњег века кроз ову област протутњало је много варварских племена. 999. године насеље дошло под управу принчева-владика и овако ће остати све до времена појаве протестантизма у 16. веку. У 11. веку почиње изградња катедрале, а у следећем веку моста преко Рајне, захваљујући којем је град постао важно саобраћајно чвориште.
Године 1501. Базел се придружио Швајцарској конфедерацији. 1529. године јавља се у Базелу се јавља и покрет реформације, под великим утицајем Жана Калвина. У ово време град постаје значајно средиште науке, уметности и штампе.
Током Француске револуције (1789—1799) грађани Базела су активно учествовали у свим догађањима, па је град са околином 1792. године припојен француском „трабанту“, Раурацијској републици. У оквиру ње град остао све до пада Наполеона 1814. године. Тада су Базел и њена непосредна околина припојени Швајцарској конфедерацији, што је остало до данас. Међутим, 1833. године, услед сталних неспоразума између града и његове околине, дошло је до раздвајања првобитног кантона Базел на два нова: Кантон Базел-град и Кантон Базел-провинција.
После 1815. године. Базел више није видео ратова, па се до данас развио у јако индустријско и културно средиште на Рајни.

## Становништво
| Година       |
| Становништво |
| ------------ |

По проценама из 2008. године у Базелу живи приближно 167.000 становника, а у градској зони безмало пола милиона. По оба показатеља то је трећи град у Швајцарској.
Језик: Швајцарски Немци чине традиционално становништво града и немачки језик је званични у граду и кантону. Међутим, градско становништво је током протеклих неколико деценија постало веома шаролико, па се на улицама Базела чују бројни други језици.
Вероисповест: Месни Немци су у 16. веку прихватили протестантизам. Међутим, последњих деценија у граду се знатно повећао удео римокатолика. Данашњи верски састав града је: протестанти 26,5%, римокатолици 24,9%, атеисти 31,0%, муслимани 6,7%, јевреји 0,8%.

## Знаменитости града
Базел поседује добро очувано старо градско језгро са бројним црквама, палатама, трговима, фонтанама, споменицима. Поред тога град има и бројне велелепна управна здања, бројне паркове, алеје, дугачак кеј дуж Рајне. Од тога требало би се издвојити Катедралу, започету још у 11. веку, и градску већницу из 15. века.

## Саобраћај
Базел је пре свега познат по значајној речној луци, јединој већег значаја у Швајцарској и највишој већој луци на Рајни. Градски аеродром се налази у суседној Француској и заједнички је за градове Базел, Милуз (ФРА) и Фрајбург (НЕМ). Град има и важну железничку станицу, која је 2007. године добила директну везу ТЖВ линијом са Паризом.
Град и развијен унутрашњи саобраћај. Посебно важан сегмент јавног градског превоза су трамваји, који иду и преко државних граница, до предграђа у Немачкој и Француској.

## Партнерски градови
- Шангај
- Мајами Бич
- Ван

## Галерија
- Градска катедрала
- Мезетурм, облакодер Трговачког центра
- Стара градска кућа
- Савремено здање Универзитета у Базелу